# U.S. Highway 101
United States Highway 101 (U.S. 101) eller U.S. Route 101 er en af USA's hovedveje og en del af U.S. Highway System. Den løber i fortrinsvis syd-nordlig retning gennem staterne Californien, Oregon og Washington, flere steder helt ude langs Stillehavskysten, andre steder noget længere inde i landet. Oprindeligt gik vejen fra San Diego, Californien, til Washingtons hovedstad, Olympia, men den sydligste del af vejen, fra Los Angeles til San Diego, er ikke længere klassificeret som hovedvej, selv om vejstrækningen fortsat eksisterer. En del af vejens sydlige del kaldes El Camino Real (den kongelige vej), fordi der her var sammenfald mellem U.S. 101 og den gamle spanske "kongevej", der forbandt spaniernes missionsstationer, landsbyer og forter. 

## Nummerering
U.S. Highways har generelt tocifrede numre, og hovedveje med tre cifre betragtes som udløbere af de tocifrede. U.S. 201 er således en "sidegren" til U.S. 1. Dette gælder dog ikke U.S. 101, der betragtes som tocifret med "10" som første ciffer. Numrene administreres af American Association of State Highway and Transportation Officials (AASHTO). Oprindeligt indikerede et 1 eller 0 som sidste ciffer, at vejen var en hovedfærdselssåre mellem begyndelse og slutdestinationerne, men dette princip holder ikke længere. 

## Udvikling
Som flere andre U.S. Highways er også U.S. 101 grundlagt i 1926, kort efter vedtagelsen af hovedvejssystemet. U.S. 101 var oprindeligt den væsentligste vejforbindelse mellem den nordlige og den sydlige del af USA's Stillehavskyst. Efter oprettelsen af Interstate Highway systemet i slutningen af 1950'erne, og den senere udbygning af dette, har Interstate Highway 5 overtaget rollen som den væsentligste vejstrækning fra nord til syd langs Stillehavskysten. Vejen går noget længere inde i landet og er motorvej på hele sin længde, hvilket U.S. 101 så langt fra er.
Vejen er dog stadig en væsentlig og meget befærdet alternativ færdselsåre i det vestligste USA. Dens sydlige endepunkt ligger i Los Angeles, hvor vejen (som her kaldes Santa Ana Freeway), mødes med Interstate Highway 10, California State Road 60 og Interstate Highway 5 ved East Los Angeles Interchange, der kaldes verdens mest trafikerede motorvejskryds, der passeres af mere end 430.000 biler hver dag. Vejens nordlige endestation er fortsat Olympia i Washington, men i den nordlige ende af vejen løber den ikke specielt direkte. Vejens nuværende samlede længde er 2.478 km.

## Vejbeskrivelse
Vejen har forskellige navne på forskellige strækninger i de tre stater. I Oregon kaldes den "Pacific Coast Highway", i det nordlige Californien "Redwood Highway", og på strækninger, hvor vejen er motorvej, opkaldes disse strækninger ofte efter områder, vejen passerer som fx "Ventura Freeway", "Santa Ana Freeway" m.fl. 

### Californien
Vejen starter ca. 1,5 km øst for downtown, Los Angeles. Herfra fører den mod nordvest gennem West Hollywood, hvor den kaldes Hollywood Freeway. Den fører gennem Cahuengapasset, og nær Studio City drejer vejen vest på, hvor den forløber nord for Santa Monica Mountains til Ventura, hvor den når Stillehavet. På denne strækning er vejen motorvej hele vejen, men fra den ved Ventura drejer mod nord, og op til San Jose består vejen at kortere og længere strækninger af motorvej, afbrudt af forholdsvis korte strækninger, hvor den ikke er motorvej. Det er på denne strækning at vejen flere gange følger den gamle rute for El Camino Real. Fra San Jose er U.S. 101 igen motorvej op ad San Francisco halvøen, til San Francisco. Her fører vejen blandt andet gennem Silicon Valley, forbi Stanford universitetet, og videre forbi San Franciscos internationale lufthavn, inden den følger Van Ness Avenue ind gennem byen. Hvor Van Ness møder Lombard Street følger U.S. 101 sidstnævnte mod vest et kort stykke, inden hovedvejen føres over Golden Gate sundet via Golden Gate Bridge. Fra San Francisco til Oregons grænse, skifter vejen igen mellem at være motorvej, især i nærheden af større byer, og vejstrækninger, der ikke er motorvej. Her fører vejen gennem en del af Californiens såkaldte wine country og videre mod nord, hvor den går gennem store skove af rødtræer. Ved Eureka møder vejen igen Stillehavet, og herfra følger den kysten til grænsen til Oregon. Undervejs går vejen gennem Redwood National Park, hvor nogle af verdens højeste træer står. 
På hele strækningen gennem Californien markeres vejens retning med skilte der fortæller om den går nord eller syd. Det gælder også det lange stykke fra Los Angeles til Ventura, hvor vejen går i øst-vestlig retning. Lokale trafikradiomeldinger bruger dog betegnelserne U.S. 101 Vestgående og U.S. 101 Østgående om denne vejstrækning. Vestgående svarer til skiltningen U.S. 101 North og omvendt.

### Oregon
I Oregon følger vejen kysten, fra den krydser statsgrænsen omkring 6 km syd for byen Brookings og til den forlader staten igen ved byen Astoria. Afstanden til havet er aldrig mere end nogle få kilometer, og mange steder er vejen kystvej. Omkring byen Tillamook, går vejen dog over en strækning af 40 km omkring 10 km ind i landet. Fra Coos Bay til Florence, går vejen langs det store klitområde Oregon Dunes, og fra Florence og nord på går vejen gennem adskillige små statslige parkområder. Vejen går gennem de fleste af Oregons kystbyer, og fungerer som ofte som hovedgade i disse. På nogle strækninger er den derfor meget trafikeret og langsomt fremkommelig. Ved Astoria krydser vejen Columbiafloden over den 6 km lange Astoria-Mergler Bridge.
Vejen gennem Oregon er markeret med Nord og Syd skilte, og det er også vejens retning gennem hele staten. På intet tidspunkt er vejen motorvej i Oregon, og de fleste steder er den kun tospors, men enkelte steder udvides den til fire spor.

### Washington
Fra Ilwaco går vejen noget ind i landet, uden om bugterne Wilapa Bay og Grays Harbor. Her snor den sig en del, da den følger bugternes kystlinie. Fra Aberdeen går vejen inde i landet til omkring Neilton, hvor den igen drejer mod vest og når Stillehavet ved Queets på Den Olympiske Halvø. Herfra fortsætter vejen mod nord langs kysten omkring 40 km inden den igen drejer mod øst, rundt om Olympic Mountains. Ved byen Port Angeles rammer vejen igen kysten, denne gang ved Juan de Fucastrædet. Ved byen Gardiner drejer vejen igen mod syd, og fører langs Hood Kanalen til den når I-5 ved Olympia, hvor vejen slutter.
Strækningen fra omkring Aberdeen til Olympia fører vejen gennem Olympic National Park, og den går gennem Qiunault indianerreservatet og på en strækning følger den Hoh-floden, hvor den kommer tæt på, men ikke ind i Hoh-regnskoven, en af verdens få tempererede regnskove. Vil man besøge regnskoven kan man forlade hovedvejen der, hvor den forlader Hoh floden, og køre ca. 30 km mod øst. 
Heller ikke i Washington er vejen motorvej på nogen strækning. Skiltningen i Washington følger vejens retning. Fra grænsen til omkring Beaver på Den Olympiske Halvø, er vejen skiltet med nord og syd skilte. Fa Beaver til kort efter Gardiner, skiltes der med øst/vest skilte og fra Gardiner til Olympia igen med nord/syd skilte, men nu omvendt. Kører man fra Oregons grænse til Olympia, vil man altså se skilte, der indledningsvis siger U.S. 101 North, så U.S. 101 East og til sidst U.S. 101 South. Den korteste vej mellem Aberdeen og Olympia er U.S. 12. Denne strækning er knap 80 km. Følger man i stedet U. S. 101 rundt om halvøen, bliver strækningen i stedet over 500 km. 

### Den nedlagte del af vejen
Den nedlagte del af vejen i det sydlige Californien eksisterer stadig delvist, og på de strækninger, der stadig findes, er der opsat skilte med Historic Route 101, i lighed med den mere kendte Route 66, hvor der også ses sådanne skilte. På denne strækning har vejen i dag adskillige forskellige navne, fx Coast Highway, Carlsbad Boulevard eller Camino del Mar. 
På strækningen fra Los Angeles og nord på gennem Californien, ikke mindst på strækningen op over San Francisco Halvøen, er U.S. 101 i dag er omlagt og forbedret, og er i dag motorvej, men flere steder eksisterer den gamle vejstrækning fortsat, og kan blandt andet genfindes på California State Road 82, der også er en del af El Camino Royal. 
Ved Humbold Redwood State Park, syd for Eureka, er vejen også udbygget til motorvej. Her følger den gamle vej, den nuværende California Road 254, også kendt som Avenue of the Giants. 

## Større byer
Vejen passerer på sine næsten 2.500 km et antal større og mindre byer. Blandt de store og større er (nævnt fra syd mod nord):

### Byer i Californien
- Los Angeles
- Oxnard
- Ventura
- Santa Barbara
- Santa Maria
- San Luis Obispo
- Salinas
- San Jose
- San Francisco
- Petaluma
- Santa Rosa
- Ukiah
- Eureka

### Byer i Oregon
- Coos Bay
- Reedsport
- Florence
- Lincoln City
- Astoria

### Byer i Washington
- Aberdeen
- Hoquiam
- Port Angeles
- Olympia